# (9628) 1993 OB2
(9628) 1993 OB2 là một tiểu hành tinh vành đai chính. Nó được phát hiện bởi Eleanor F. Helin ở Đài thiên văn Palomar ở Quận San Diego, California, ngày 16 tháng 7 năm 1993.